# Welwillendheidsstempel
Een welwillendheidsstempel of welwillendheidsafstempeling is een poststempel dat een lokettist in een postkantoor op verzoek van een klant op een postzegel aanbrengt. Na het stempelen krijgt de klant de postzegel weer mee; de zegel komt dus niet op een brief terecht. Doorgaans is de klant een verzamelaar, die de zegel in zijn verzameling opneemt. De reden dat hij hiervoor kiest is in het algemeen dat hij moeilijk aan een (mooi) gestempeld exemplaar van de bewuste zegel kan komen.
Het resultaat is een postfris gestempelde zegel, maar niet elke postfris gestempelde zegel heeft een welwillendheidsstempel. Als de filatelistische dienst van een land naast ongestempelde ook gestempelde postzegels levert, spreekt men meestal niet van een welwillendheidsstempel. Die zegels zijn immers niet op verzoek afgestempeld.
Ook bij een restantenafstempeling kan men niet van een welwillendheidsstempel spreken. Toch wordt de enige restantenafstempeling die ooit in Nederland heeft plaatsgevonden, vaak een welwillendheidsstempel genoemd. Ook de NVPH-catalogus doet dat. Het gaat om de tuberculosezegels van 1906. De onverkochte restanten van die zegels zijn vernietigd met een stempel AMSTERDAM,  31 JAN 07 — 10-12N, dat waren de laatste twee uur van de laatste dag van geldigheid. De ‘Amsterdamsche Vereeniging tot bestrijding der Tuberculose’ kreeg de zegels ter beschikking om te verkopen. Zegels met dit stempel zijn aanzienlijk goedkoper dan zegels die echt op een brief hebben gezeten. De term welwillendheidsstempel voor deze stempels is tamelijk gebruikelijk, maar ook hier ontbreekt de afstempeling op verzoek.

## Welwillendheidsstempel en stempelvervalsing
Wanneer de lokettist de postzegel heeft afgestempeld op een moment dat deze niet meer geldig is, zal de filatelist niet meer spreken van een welwillendheidsstempel, maar van een stempelvervalsing. Dergelijke zegels zijn waardeloos. Als het stempel echter geen duidelijke datum laat zien, valt moeilijk meer te achterhalen of het een ‘legaal’ of een ‘illegaal’ stempel is. Dat is dan ook de reden dat een filatelist bij een postzegel die gestempeld duurder is dan ongestempeld, de voorkeur geeft aan een zegel met een leesbare datum (of zelfs op een echt gelopen envelop).